# پالایشگاه کرمانشاه
پالایشگاه کرمانشاه یا پالایشگاه نفت آناهیتا یک پالایشگاه نفت در استان کرمانشاه است که طرح ساخت آن در سال ۱۳۸۵ تصویب و عملیات ساخت آن از سال ۱۳۹۱ آغاز شده، ولی هنوز به اتمام نرسیده‌است.

## پروژۀ ساخت
در جهت جلوگیری از خام فروشی و تبدیل آن به فرآورده‌های با ارزش افزوده بیشتر و به منظور رفع نیاز منطقه غرب کشور به فرآورده‌های نفتی صورت پذیرفته‌است . به‌علاوه به دلیل قدمت و فرسودگی واحدهای پالایشگاه موجود کرمانشاه ، موقعیت این پالایشگاه دردرون شهر و لزوم جابجایی آن به دلیل الزامات زیست‌محیطی، پالایشگاه آناهیتا با ظرفیت تولید ۱۵۰ هزار بشکه، مد نظر مسئولان قرارگرفت و در  ۸۵/۱۰/۵ به تصویب هیئت وزیران رسید.
این طرح علاوه بر ایجاد اشتغال مستقیم و غیرمستقیم برای هزاران نفر از جوانان این منطقه محروم( نیرو بیکار فراوان) و تأمین نیازهای مواد نفتی منطقه غرب، امکان صادرات به کشورهای همسایه غربی را نیز در بر خواهد گرفت.
این پروژه در زمینی به مساحت ۵۷۱ هکتار و در کیلومتر ۱۵ جاده کرمانشاه – همدان واقع شده‌است.
پالایشگاه آناهیتا به عنوان یک ابر پروژه ملی و استراتژیک برای کشور از زمان تصویب تاکنون دو بار در سال‌های ۸۷ و ۹۴ کلنگ‌زنی شده و مدیرعامل و سرمایه‌گذاران آن بار‌ها تغییر کرده‌اند و وضعیت کنونی آن نشان می‌دهد دولت و وزیر نفت تاکنون عزمی برای راه‌اندازی این طرح نداشته‌اند تا یکی از طرح‌های بزرگ نفتی کشور همچنان در بلاتکلیفی باشد.
پالایشگاه ۱۵۰ هزار بشکه‌ای آناهیتا آذر ۱۳۸۵ و در جریان دور اول سفر استانی دولت وقت به کرمانشاه با هدف جلوگیری از خام‌فروشی، رفع نیاز منطقه غرب کشور به فرآورده‌های نفتی به تصویب هیئت دولت رسید، اما در طول ۱۳ سال گذشته با افت و خیز‌های بسیاری مواجه شده است.با این وجود، عملیات احداث این پالایشگاه در سال ۱۳۸۸ به دلیل عدم تأمین منابع مالی از سوی سهامداران به صورت کامل متوقف شد و هیئت مدیره پالایشگاه آناهیتا تصمیم به خاتمه قرارداد‌های منعقد شده با پیمانکاران این پروژه گرفتند.

## دومین کلنگ‌زنی در تبلیغات انتخابات سال ۹۴
این رکود در حالی بود که پالایشگاه آناهیتا در سفر رهبری به استان کرمانشاه در سال ۹۰ بسیار مورد توجه ایشان قرار گرفت و یکی از مصوبات سفر بود، اما باز هم تا سال ۹۴ و سفر وزیر تعاون، کار و رفاه اجتماعی در سکوت باقی ماند و در آن زمان و در آستانه انتخابات برای بار دوم کلنگ‌زنی شد.
در ابتدا سهامدار اصلی این طرح شرکت تأمین اجتماعی یا شستا با ۵۵ درصد بود و صندوق بازنشستگی کشوری با ۲۵ درصد و شرکت پالایش نفت کرمانشاه با ۲۰ درصد دیگر سهامداران طرح بودند که پس از اینکه شرکت پالایش نفت کرمانشاه به بخش خصوصی واگذار شد، این ۲۰ درصد به شرکت پالایش و پخش فرآورده‌های نفتی به نمایندگی از دولت واگذار شد.
با توجه به مشکل تأمین اعتبار برای این طرح موضوع تأمین منابع مالی این پالایشگاه که مشکل اصلی طرح است از طریق فاینانس خط اعتباری چین پیگیری شد، اما از این طریق پیشرفتی حاصل نشد و موضوع استفاده از تسهیلات صندوق توسعه ملی قوت گرفت.
در ابتدا قرار بود که شستا مسئولیت این پالایشگاه را برعهده گرفته و عملیات عمرانی آن را به پایان برساند، اما در مرحله بعدی عملیات عمرانی این پالایشگاه به صندوق بازنشستگی واگذار شد و در مراحل بعدی به وزارت نفت و در مرحله بعدی به قرارگاه خاتم‌الانبیا داده شد.